# 15-cm-lange schwere Feldhaubitze 13
Die lange schwere Feldhaubitze 13 (kurz: „lg. sFH 13“) mit einem Kaliber von 15 cm war ein 1917 bei der deutschen Armee eingeführtes Geschütz, das auch noch im Zweiten Weltkrieg im Truppengebrauch stand.

## Geschichte

### Im Ersten Weltkrieg
Unter dem Eindruck der Leistungen der sFH 02 und der sFH 13 wurden von den Entente-Mächten im Laufe des Jahres 1915 neue Geschütztypen entwickelt, die die sFH 13 an Schussweite übertrafen. Es waren dies:
- die britische 6-inch 26 cwt howitzer, Kaliber 15,2 cm, Schussweite 8,7 km, Gewicht in Fahrstellung 4471 kg[1].
- die französische Canon de 155 mm C modèle 1915 Saint-Chamond, Kaliber 15,5 cm, Schussweite 9,3 km, Gewicht in Fahrstellung 3400 kg[2].
- die französische Canon de 155 mm C modèle 1917 Schneider, Kaliber 15,5 cm, Schussweite 10,6 km, Gewicht in Fahrstellung 3600 kg[3].

Alle diese Geschütze hatten eine größere Schussweite als die sFH 13, erkauften diesen Vorteil allerdings damit, dass sie für den sechsspännigen Pferdezug zu schwer waren: Man benötigte mindestens 8 Pferde, was indessen den Geschütztransport sehr unhandlich machte. Andererseits lief Briten und Franzosen in großen Mengen der Jeffery Quad zu, ein in den USA gebauter leichter allradgetriebener (4×4) LKW, der zum Ziehen dieser Geschütze im Stande war, während das Deutsche Reich als Folge der Blockade durch die Royal Navy aus den USA keine derartigen Waren beziehen konnte. Alle drei vorgenannten Geschütze wurden ab 1916 in ständig größerer Zahl eingesetzt.
Auf deutscher Seite entstand daher die Forderung nach einer schweren Feldhaubitze mit größerer Schussweite, jedoch mit einem Gewicht von maximal drei Tonnen in Fahrstellung, sodass sechsspänniger Pferdezug damit möglich blieb. Das aufgrund dieser Forderung geschaffene Geschütz erhielt die Bezeichnung „lange schwere Feldhaubitze 13“, wurde ab 1917 hergestellt und lief der Truppe zu. Es hatte gegenüber seinem Vorgänger ein um 3 Kaliber längeres Rohr und infolgedessen eine um 400 m längere Schussweite, es wog 125 kg mehr, womit die Drei-Tonnen-Grenze in Fahrstellung gerade noch eingehalten war.
Äußerlich ist das Geschütz von seinem Vorgänger dadurch zu unterscheiden, dass das Geschützrohr länger ist als der Rohrvorholer, also mit seiner Mündung ein kleines Stück über den Rohrvorholer hinausragt; bei der sFH 13 ist das Geschützrohr kürzer als der Rohrvorholer.
Bis zum Ende des Ersten Weltkrieges wurden 1550 Geschütze dieses Typs an deutsche Truppen geliefert, davon 1324 Stück von Krupp. Im Oktober 1918 waren 288 Batterien der deutschen Fußartillerie mit der langen sFH 13 ausgestattet, was bei vier Geschützen pro Batterie einem Sollbestand von 976 Geschützen entspricht.
Das Geschütz wurde wie die sFH 13 als Teil der Divisions- wie auch der Heeresartillerie eingesetzt, die Batterien waren gleich stark und gleich gegliedert wie die mit sFH 13 ausgerüsteten.
Zusammenfassend kann gesagt werden, dass mit dem Geschütz das Maximum des Möglichen erreicht war, durch die Beschränkung des Gewichts auf drei Tonnen inklusive Protze blieb es jedoch seinen englischen und französischen Gegenstücken in der Schussweite unterlegen.

### In niederländischen Diensten
Bei den Entente-Mächten zirkulierten Ende 1917 Pläne, die neutralen Niederlande zu überfallen, so der deutschen Westfront in den Rücken zu kommen und sie damit aufzubrechen. Dies wurde durch entsprechende Nachrichtendienste sowohl in den Niederlanden wie auch in Deutschland bekannt; um es zu verhindern, wurde 1918 das holländische Militär mit deutscher Hilfe mit modernen Waffen ausgestattet.
Insbesondere fehlte den niederländischen Streitkräften schwere Feldgeschütze, weswegen Deutschland 1918 eine Anzahl langer sFH 13 an die Niederlande verkaufte, hierbei stammten 32 Stück von Krupp. Diese Geschütze waren 1940 noch im Dienst, als das Deutsche Reich die Niederlande angriff. Bei dieser Gelegenheit erbeutete Geschütze dieses Typs wurden deutscherseits überholt und dann übernommen, die solcherart gewonnenen Geschütze erhielten die Kennnummer 406 (h).

### In belgischen Diensten
Belgien erhielt 1919 im Rahmen des Versailler Vertrages aus der Kriegsbeute etliche lange sFH 13 zugesprochen, die in der Folgezeit in der belgischen Armee als Divisions- und Korpsartillerie verwendet wurden und 1940, als das Deutsche Reich Belgien angriff, noch im Dienst standen. Auch hier wurden erbeutete Geschütze dieses Typs deutscherseits überholt und dann übernommen, die solcherart gewonnenen Geschütze erhielten die Kennnummer 409 (b).

### Im Zweiten Weltkrieg
Da der Friedensvertrag von Versailles dem Deutschen Reich den Besitz von schwerer Artillerie verbot, mussten alle noch 1919 in deutschem Besitz befindlichen langen sFH 13 entweder ausgeliefert oder verschrottet werden. Ausgenommen blieben drei (!) Geschütze, die zur Verteidigung der Festung Königsberg behalten werden durften (wobei man die Zahl Drei offenbar bewusst wählte, dass damit eine komplette Batterie zu vier Geschützen nicht ausgestattet werden konnte). Demgegenüber werden im September 1939 insgesamt 696 Stück dieses Geschützes als bei der Wehrmacht befindlich bezeichnet. Da 1919 die Neuproduktion dieser Geschütze zwangsläufig aufhörte und auch nach 1933 nicht wieder aufgenommen wurde (ab 1934 wurde die erheblich modernere 15-cm-schwere Feldhaubitze 18 produziert), müssen diese Geschütze, irgendwo in Schuppen und Kasematten vor den Augen der Interalliierten Militär-Kontrollkommission versteckt worden und damit verborgen geblieben sein, um dann im Rahmen der Wiedererlangung der Wehrhoheit im Jahr 1935 wieder ans Tageslicht zu kommen.
Die Geschütze wurden vor allem zu Ausbildungszwecken verwendet, aber ab 1941 auch in Divisionen ab der 13. Aufstellungswelle verwendet, die während des Russlandfeldzuges in Westeuropa zum Küstenschutz eingesetzt waren und als Besatzungstruppe fungierten.

### Auf Selbstfahrlafette
Unter Aufsicht des deutschen Hauptmanns Alfred Becker, Batteriechef in der 12. Batterie des Artillerieregiments 227, wurden 1940–41 sechs erbeutete Light Tank Mk.VI zu Selbstfahrlafetten für lange sFH 13 umgebaut: Der Zweimannturm des Panzers wurde abgebaut und in dem dadurch freigewordenen Raum Rohr und Wiege der langen sFH 13 montiert. Der Rückstoß des Geschützes wurde durch einen am Heck des Fahrzeuges angebrachten Erdsporn aufgefangen, der in Fahrstellung hochgeklappt war und in Feuerstellung hydraulisch abgesenkt wurde. Die mit Hilfe dieser und anderer Umbauten aufgestellte V.(mot.)/AR 227 wurde 1941 in die 22. Panzerdivision eingegliedert und zum 16. Oktober 1941 in III./AR 140 umbenannt und bewährte sich im Rahmen dieser neuen Division an der Ostfront.

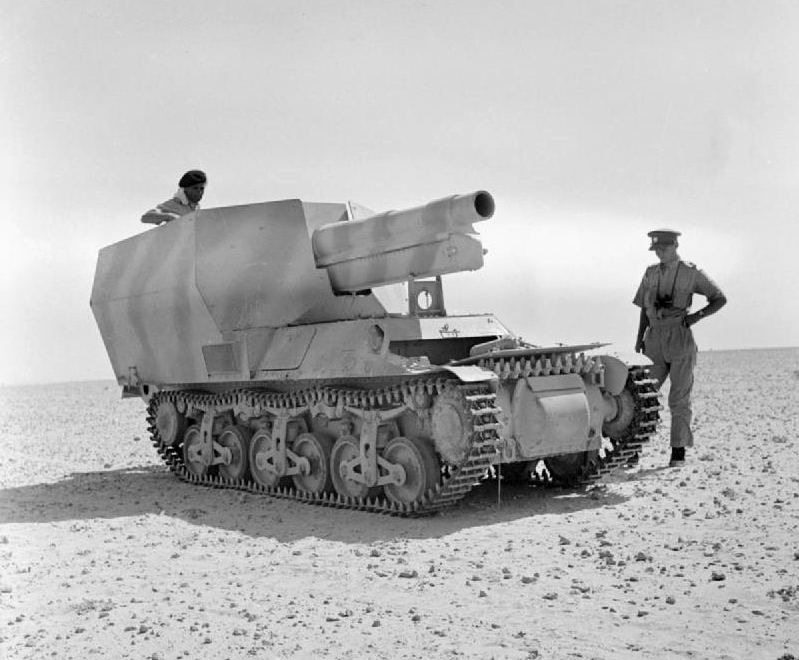
Bei Alamein zurückgelassenes sFH 13 auf Lorraine Schlepper

Anschließend wurden – wieder unter Beckers Aufsicht – insgesamt 102 Stück des französischen Kettenschleppers Lorraine 37L (oder auch nur 94 Stück) zu Selbstfahrlafetten für die lange sFH 13 umgebaut: Auch hier eignete sich das Fahrgestell besonders für den Umbau, da Motor und Getriebe vorne untergebracht waren und daher im hinteren Teil des Fahrzeuges der ehemalige Laderaum zur Ausstattung als Kampfraum genutzt werden konnte. Die lange sFH 13 eignete sich hier eher als die neuere sFH 18: Sie war erheblich leichter und zudem zahlreich verfügbar, während jedes Stück der sFH 18 dringend an der hart ringenden Ostfront gebraucht wurde. Der Nachteil der geringeren Schussweite konnte durch den Vorteil des schnellen Stellungswechsels ausgeglichen werden. Die ersten 30 Stück solcherart umgebauter Geschütze gingen im Wesentlichen zu Einheiten des Afrika-Korps.